# Toque de queda

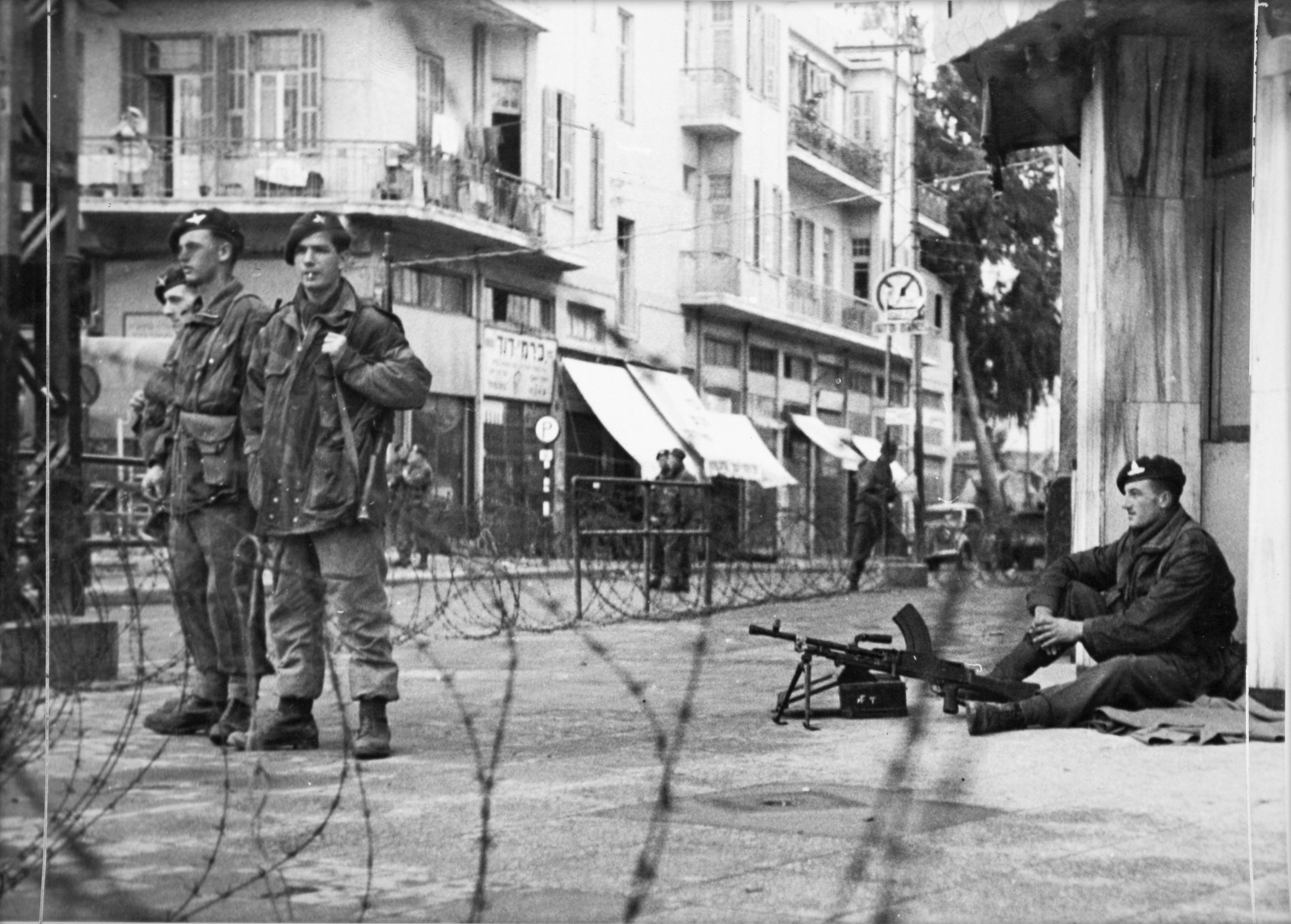
Paracaidistas británicos hacen cumplir el toque de queda en Tel Aviv tras el atentado al Hotel Rey David, en julio de 1946.

El toque de queda se refiere a la prohibición o restricción, establecida por instituciones gubernamentales, de circular libremente por las calles de una ciudad o permanecer en lugares públicos, permaneciendo los habitantes únicamente en sus hogares salvo excepciones de necesidad o urgencia. Puede abarcar horarios nocturnos, así como el resto del día, dependiendo de las circunstancias. Es, por tanto, una limitación o restricción legal de la libertad de circulación, considerada internacionalmente un derecho humano y por muchas legislaciones como un derecho constitucional.
Comúnmente se aplica en situaciones de guerra o conmoción interna que afectan a un país o ciudad, y su cumplimiento suele ser supervisado por instituciones policiales y fuerzas armadas. El propósito de esta medida es garantizar la seguridad, atenuar disturbios o minimizar enfrentamientos. También pueden aplicarse toques de queda particulares, de parte del propietario de un hogar o establecimiento a quienes residen en el lugar.

## Toque de queda por país

### Chile

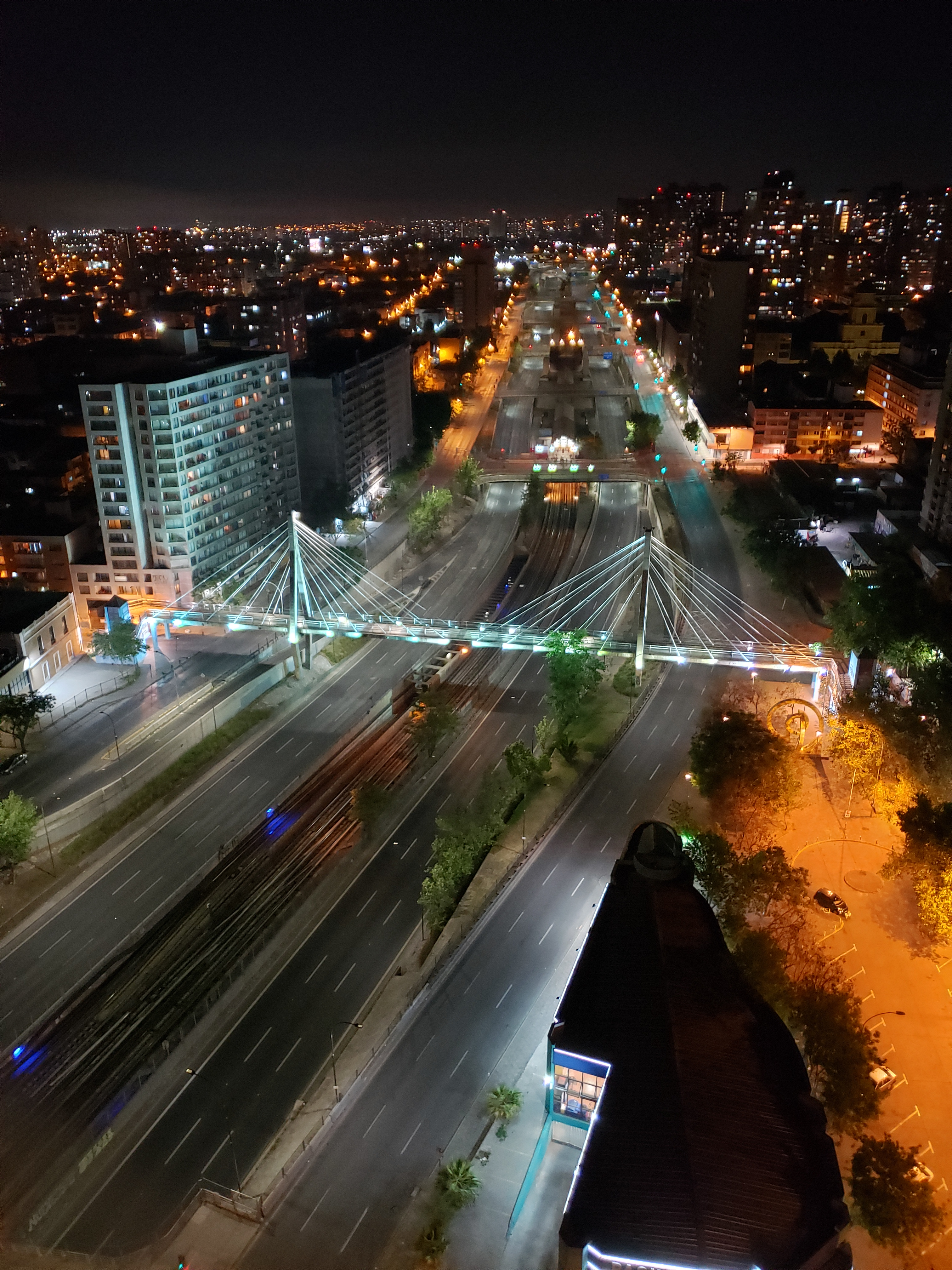
Autopista de Santiago de Chile vacía durante el toque de queda del 20 de octubre de 2019.

En Chile la medida fue impuesta por la dictadura militar, con algunas interrupciones, entre el 11 de septiembre de 1973 y el 2 de enero de 1987 en todo el territorio nacional. Entre 1973 y 1975 duraba entre las 21:00 y las 6:00; ese año se modificó, comenzando a la medianoche.
Desde la vuelta a la democracia, se ha declarado toque de queda en varias oportunidades específicas, pero las más notables son tres ocasiones de toque de queda. La primera, con ocasión del terremoto de 2010, donde se reportaron numerosos saqueos a supermercados y tiendas, especialmente en la ciudad de Concepción, donde se decretó un toque de queda que llegó a ser de 18 horas diarias, entre las 18:00 y las 12:00, y en otras ciudades de las regiones del Biobío y del Maule, como Talca, donde la medida fue decretada por seis horas, desde las 0:00 hasta las 6:00. La segunda vez fue en Santiago, tras las protestas gatilladas por el alza de tarifas del transporte público. En esta ocasión fue decretada entre las 22:00 y 7:00 horas del 19 y 20 de octubre de 2019, que también se extendió a las ciudades de Concepción y Valparaíso. Al día siguiente se extendió el toque de queda entre las 19:00 y las 6:00 en toda la región Metropolitana, y entre 20:00 y las 6:00 en la La Serena y Coquimbo, Rancagua y Concepción. Durante los días siguientes se extendieron a más ciudades de Chile, disminuyendo progresivamente desde el 23 de octubre y finalizando durante la madrugada del 26 de octubre. La tercera vez fue durante la Pandemia COVID-19, que se decretó el 22 de marzo toque de queda en todo el país entre las 22:00 y las 5:00. El 21 de agosto se acortó a las 23:00. Nuevamente el 2 de noviembre se acortó a las 0:00 hasta las 5:00, sin embargo en semanas posteriores se incrementó su duración otra vez. 
El toque de queda en Chile también ha sido impuesto en momentos específicos que sean declarados por el Presidente de la República, como para ocasiones de incendio, de cortes masivos de luz o situaciones de emergencia nacional.
No respetar el toque de queda, en caso de que una persona sea sorprendida circulando por la vía pública sin previa autorización, o realizando una acción constitutiva de delito, arriesga ser detenida, incluso pudiendo ser aplicada fuerza letal a la persona.
| Fecha de inicio-término                         | Horario                   | Ubicación | Legislación                                                                   | Motivo |
| ----------------------------------------------- | ------------------------- | --- | ----------------------------------------------------------------------------- | --- |
| 21 a 26 de junio de 1932                        | 22:00 a 6:00              | Todo el territorio nacional | Decreto 1837                                                                  | Ley marcial por parte de la República Socialista de Chile                                                  |
| 26 de junio a 7 de julio de 1932                | 0:30 a 6:00               | Todo el territorio nacional | Decreto 1837                                                                  | Ley marcial por parte de la República Socialista de Chile                                                  |
| 2 a 5 de abril de 1957                          | 21:00 a 6:00              | Santiago | Artículo 72 n°17 de la Constitución Política de la República de Chile de 1925 | Batalla de Santiago (1957)                                                                                 |
| 23 de octubre de 1970                           | 1:30 a 6:00               | Santiago | Artículo 72 n°17 de la Constitución Política de la República de Chile de 1925 | Asesinato de René Schneider                                                                                |
| 24 a 29 de octubre de 1970                      | 0:00 a 6:00               | Santiago | Artículo 72 n°17 de la Constitución Política de la República de Chile de 1925 | Asesinato de René Schneider                                                                                |
| 9 al 16 de junio de 1971                        | 1:00 a 6:00               | Santiago | Artículo 72 n°17 de la Constitución Política de la República de Chile de 1925 | Asesinato de Edmundo Pérez Zujovic                                                                         |
| 4 al 7 de diciembre de 1971                     | 1:00 a 6:00               | Provincia de Santiago excepto el Departamento de San Antonio | Artículo 72 n°17 de la Constitución Política de la República de Chile de 1925 | Disturbios callejeros.                                                                                     |
| 18 de octubre al 5 de noviembre de 1972         | 0:00 a 6:00               | Santiago | Artículo 72 n°17 de la Constitución Política de la República de Chile de 1925 | Paro de octubre de 1972                                                                                    |
| 29 de junio al 4 de julio de 1973               | 23:00 a 6:00              | Santiago | Artículo 72 n°17 de la Constitución Política de la República de Chile de 1925 | Tanquetazo                                                                                                 |
| 11 de septiembre de 1973                        | Desde las 15:00           | Todo el territorio nacional | Bando N.º 9                                                                   | Golpe de Estado                                                                                            |
| 12 de septiembre de 1973                        | Todo el día (24 horas)    | Todo el territorio nacional | Bando N.º 9                                                                   | Golpe de Estado                                                                                            |
| 13 a 15 de septiembre de 1973                   | 18:00 a 12:00             | Todo el territorio nacional | Bando N.º 9                                                                   | Golpe de Estado                                                                                            |
| 15 a 17 de septiembre de 1973                   | 17:00 a 6:00              | Todo el territorio nacional | Bando N°17                                                                    | Seguridad Interior del Estado                                                                              |
| 17 de septiembre a 3 de octubre de 1973         | 19:00 a 6:00              | Todo el territorio nacional | Bando N°30                                                                    | Seguridad Interior del Estado                                                                              |
| 3 de octubre de 1973 a 1 de enero de 1975       | 21:00 a 6:00              | Todo el territorio nacional | Decreto Supremo                                                               | Seguridad Interior del Estado                                                                              |
| 1 de enero de 1975 a 18 de abril de 1978        | 22:00 a 6:00              | Todo el territorio nacional | Decreto Supremo                                                               | Seguridad Interior del Estado                                                                              |
| 18 de abril de 1978 a 2 de enero de 1987        | 0:00 a 6:00               | Restricción Vehicular Nocturna | Decreto Supremo                                                               | Seguridad Interior del Estado                                                                              |
| 11 de julio de 1983 a 11 de marzo de 1985       | 20:00 a 0:00              | Todo el territorio nacional | Artículo 24 de la Constitución de 1980                                        | Jornada de Protesta Nacional                                                                               |
| 11 de marzo de 1985 a 7 de septiembre de 1986   | 0:00 a 6:00               | Todo el territorio nacional | Decreto Supremo                                                               | Seguridad Interior del Estado                                                                              |
| 7 a 12 de septiembre de 1986                    | 20:00 a 6:00              | Todo el territorio nacional | Artículo 24 de la Constitución de 1980                                        | Atentado contra Augusto Pinochet                                                                           |
| 12 de septiembre de 1986 a 2 de enero de 1987   | 0:00 a 6:00               | Todo el territorio nacional | Decreto Supremo                                                               | Seguridad Interior del Estado                                                                              |
| 28 de febrero a 1 de marzo de 2010              | 21:00 a 6:00              | Concepción | Artículo 41 de la Constitución de 1980                                        | Terremoto de Chile de 2010                                                                                 |
| 1 a 25 de marzo de 2010                         | 18:00 a 12:00             | Concepción | Artículo 41 de la Constitución de 1980                                        | Terremoto de Chile de 2010                                                                                 |
| 1 a 25 de marzo de 2010                         | 0:00 a 6:00               | Maule | Artículo 41 de la Constitución de 1980                                        | Terremoto de Chile de 2010                                                                                 |
| 19 a 26 de octubre de 2019                      | 20:00 a 7:00              | Santiago y Chacabuco | Artículo 42 de la Constitución de 1980                                        | Estallido social                                                                                           |
| 20 a 26 de octubre de 2019                      | 18:00 a 7:00 20:00 a 7:00 | Valparaíso, Coquimbo, Rancagua, Antofagasta, Valdivia, Talca, Araucanía, Tarapacá, Atacama, Osorno, Puerto Montt, Arica y Concepción                                                                   | Artículo 42 de la Constitución de 1980                                        | Estallido social                                                                                           |
| 26 de marzo a 21 de agosto de 2020              | 22:00 a 5:00              | Todo el territorio nacional | Artículo 41 de la Constitución de 1980                                        | Pandemia de COVID-19                                                                                       |
| 21 de agosto a 24 de octubre de 2020            | 23:00 a 5:00              | Todo el territorio nacional | Artículo 41 de la Constitución de 1980                                        | Pandemia de COVID-19                                                                                       |
| 24 a 25 de octubre de 2020                      | 1:00 a 4:00               | Todo el territorio nacional | Decreto supremo N° 104, de 2020                                               | Plebiscito nacional de Chile de 2020 en pandemia de COVID-19                                               |
| 26 de octubre a 5 de noviembre de 2020          | 23:00 a 5:00              | Todo el territorio nacional | Artículo 41 de la Constitución de 1980                                        | Pandemia de COVID-19                                                                                       |
| 5 de noviembre a 23 de diciembre de 2020        | 0:00 a 5:00               | Todo el territorio nacional | Artículo 41 de la Constitución de 1980                                        | Pandemia de COVID-19                                                                                       |
| 26 de diciembre de 2020 a 24 de febrero de 2021 | 22:00 a 5:00              | Todo el territorio nacional | Artículo 41 de la Constitución de 1980                                        | Pandemia de COVID-19                                                                                       |
| 25 de febrero a 13 de marzo de 2021             | 23:00 a 5:00              | Todo el territorio nacional | Artículo 41 de la Constitución de 1980                                        | Pandemia de COVID-19                                                                                       |
| 13 de marzo a 5 de abril de 2021                | 22:00 a 5:00              | Todo el territorio nacional | Artículo 41 de la Constitución de 1980                                        | Pandemia de COVID-19                                                                                       |
| 5 de abril a 15 de mayo de 2021                 | 21:00 a 5:00              | Todo el territorio nacional | Artículo 41 de la Constitución de 1980                                        | Pandemia de COVID-19                                                                                       |
| 16 a 17 de mayo de 2021                         | 2:00 a 5:00               | Todo el territorio nacional | Artículo 41 de la Constitución de 1980                                        | Elecciones municipales, de gobernadores regionales y convencionales constituyentes en pandemia de COVID-19 |
| 17 a 19 de mayo de 2021                         | 21:00 a 5:00              | Todo el territorio nacional | Artículo 41 de la Constitución de 1980                                        | Pandemia de COVID-19                                                                                       |
| 19 de mayo a 16 de julio de 2021                | 22:00 a 5:00              | Todo el territorio nacional | Artículo 41 de la Constitución de 1980                                        | Pandemia de COVID-19                                                                                       |
| 16 de julio de 2021 a 30 de septiembre de 2021  | 22:00 a 5:00              | Regiones con menos del 80% de la población objetivo vacunada con esquema completo y una tasa de casos activos mayor a 150.                                                                             | Artículo 41 de la Constitución de 1980                                        | Pandemia de COVID-19                                                                                       |
| 16 de julio de 2021 a 30 de septiembre de 2021  | 0:00 a 5:00               | Regiones con más del 80% de la población objetivo vacunada con esquema completo y una tasa de casos activos menor a 150.                                                                               | Artículo 41 de la Constitución de 1980                                        | Pandemia de COVID-19                                                                                       |
| 10 de febrero a 24 de abril de 2023             | 0:00 a 5:00               | Provincia de Itata, Quillón, San Fabián de Alico, Coihueco, Florida, Hualqui, Santa Juana, Tomé, Mulchén, Nacimiento, Arauco y Contulmo, Galvarino, Lautaro, Provincia de Malleco (excepto Lonquimay). | Artículo 41 de la Constitución de 1980                                        | Incendios forestales de 2023                                                                               |
| 3 de febrero de 2024                            | 8:00 a 12:00              | Viña del Mar, Quilpué, Villa Alemana y Limache | Artículo 41 de la Constitución de 1980                                        | Incendios forestales de 2024                                                                               |
| 3 a 4 de febrero de 2024                        | 21:00 a 10:00             | Viña del Mar, Quilpué, Villa Alemana y Limache | Artículo 41 de la Constitución de 1980                                        | Incendios forestales de 2024                                                                               |
| 4 a 5 de febrero de 2024                        | 18:00 a 10:00             | Viña del Mar, Quilpué, Villa Alemana y Limache | Artículo 41 de la Constitución de 1980                                        | Incendios forestales de 2024                                                                               |
| 5 a 6 de febrero de 2024                        | 21:00 a 5:00              | Viña del Mar, Quilpué, Villa Alemana y Limache | Artículo 41 de la Constitución de 1980                                        | Incendios forestales de 2024                                                                               |
| 6 a 9 de febrero de 2024                        | 22:00 a 9:00              | Viña del Mar y Quilpué | Artículo 41 de la Constitución de 1980                                        | Incendios forestales de 2024                                                                               |
| 27 de abril a 12 de julio de 2024               | 0:00 a 7:00               | Contulmo, Tirúa y Cañete | Artículo 42 de la Constitución de 1980                                        | Atentado contra Carabineros al sur de Cañete                                                               |
| 8 a 9 de febrero de 2025                        | 22:00 a 6:00              | Los Sauces, Traiguén, Purén, Angol, Ercilla, Collipulli, Lumaco, Victoria, Renaico, Galvarino y Perquenco                                                                                              | -                                                                             | Incendios forestales                                                                                       |
| 25 a 26 de febrero de 2025                      | 22:00 a 6:00              | Desde la Región de Arica y Parinacota hasta la Región de Los Lagos | Artículo 41 de la Constitución de 1980                                        | Apagón de Chile de 2025                                                                                    |

### Colombia
En Colombia han sido varios los periodos durante los cuales se ha utilizado por parte del gobierno de turno, esta forma de control para evitar desmanes y daño a la propiedad pública y privada. 
En 1948, y tras el asesinato del caudillo Jorge Eliécer Gaitán, la paz y la tranquilidad antes reinantes se hicieron pedazos, por la alta polarización del pueblo colombiano, y desde allí en todo el siguiente transcurso histórico colombiano, el sectarismo reinante hizo que las autoridades implementasen planes de requisa y el "toque de queda" que fuera aplicado en las aglomeraciones urbanas de importancia. Con ello se pretendía hacer un control del orden más efectivo, pero dichas medidas terminaron encendiendo la mecha de lo que sería el conflicto armado, con la aparición de los "caudillos" como Guadalupe Salcedo, y siguiente a este y otros "señores de la guerra" que luego originarían las guerrillas liberales, y luego comunistas que crecieron a lo largo de los 50, 60, 70, 80, 90 y principios de los 2000, que se mermarían levemente tras los Acuerdos de paz de La Habana, en 2016.
En 1970, y durante el periodo siguiente a las penúltimas elecciones presidenciales del frente nacional, y ante la arbitraria usurpación del poder en manos de la élites dominantes, en cabeza del conservador Misael Pastrana Borrero, el 19 de abril de 1970 se llevó a cabo un magistral robo a las elecciones presidenciales que, según los medios adeptos al oficialismo; fue por estrecha margen, habida cuenta de cientos de miles de testimonios de campesinos que vieron cómo eran incinerados y luego sustituidos votos en favor de la ANAPO por votos al candidato conservador, que después sería nombrado presidente en unas muy controversiales elecciones, lo que detonaría en unas serias manifestaciones y alteraciones al orden público en fechas posteriores. Como medida de control, se impusieron cerramientos a los cascos urbanos y se hizo el control del tránsito en horario nocturno, aprovechando para ello el "Estado de Sitio" que regía desde la conformación del frente en gobierno y que era una figura usada por todos los gobiernos en el frente nacional y posteriores a este, pero luego abolida por la carta magna de 1991, y reemplazada con una que llegaría a usarse hasta el 2019: la de "Estado de excepción".
Después, ya en el transcurso de las manifestaciones de orden nacional en 1977 se ordenó a las autoridades militares y policiales el establecer controles en las grandes aglomeraciones urbanas, ante el grave estado de alteración del orden público, como causa del Paro Nacional de 1977 en Colombia, convocado por el grave estado de la nación, y durante la administración del entonces presidente Alfonso López Michelsen.
En el año 2019, se registraron situaciones de afectación al orden público en el país, siendo 2 ciudades en las cuales se decretó el toque de queda, siendo en las ciudades de Cali, Maurice Armitage, decretó toque de queda en la capital del Valle del Cauca a raíz de los actos vandálicos que se registran en diferentes puntos de la ciudad luego de las marchas del paro nacional. En declaración a medios de comunicación, el mandatario caleño enfatizó que a partir de las 19:00 horas ningún ciudadano puede estar en la calle, de lo contrario será detenido. En Bogotá, en las localidades de Kennedy, Bosa y Ciudad Bolívar, comenzaron a partir de las 20:00 horas (hora local), mientras que en el resto del territorio fueron desde las 21:00 horas (hora local), hasta las 06:00 horas del sábado 23 de noviembre.
Ya en el 2020, y tras la aparición de la enfermedad derivada del coronavirus el lunes 16 de marzo, misma fecha dónde cancelaron las clases en instituciones educativas públicas y privadas por la seguridad de los ciudadanos de la propagación del virus, se estableció el toque de queda entre las 22:00 hasta las 04:00 horas a personas menores de 24 y mayores de 60 años con un total de 6 horas. Lo anterior supervisado por las fuerzas del estado inicialmente en el casco urbano de Soacha y luego replicado en municipios de los departamentos del Valle del Cauca y Antioquia en trece de sus municipios, Cundinamarca y en el de Magdalena finalmente anunciados y respaldados todos ellos por el actual presidente, Iván Duque.

### España
En el contexto del intento de golpe de Estado en España de 1981, el teniente general del Ejército de Tierra y capitán general de la III Región Militar: Jaime Milans del Bosch decretó el toque de queda entre las 21:00 horas del lunes 23 de febrero de 1981 y las 07:00 horas del martes 24 de febrero de 1981 en las provincias de Albacete, Alicante, Castellón, Murcia y Valencia. Sin embargo, el Gobierno en funciones anuló inmediatamente dicho decreto y tan solo se llegó a aplicar de facto en la ciudad de Valencia mediante la salida de carros de combate a las calles de Valencia. A partir de las 05:00 del martes 24, cuando el Gobierno en funciones recobró el control sobre la ciudad, decayeron inmediatamente los efectos del toque de queda también en Valencia capital.
El 14 de marzo de 2020, el presidente del Gobierno, Pedro Sánchez, anunció la declaración de un toque de queda de 24 horas al día a partir de las 00:00 horas del domingo 15 de marzo, con motivo de la crisis sanitaria derivada de la pandemia de COVID-19 que azotaba el país. Durante la vigencia de dicho toque de queda, estaba totalmente prohibida la circulación por la vía pública con contadas excepciones, como el abastecimiento de productos de primera necesidad o el cumplimiento de obligaciones laborales. Esta situación se mantuvo en vigor hasta el 26 de abril para los menores de 14 años, y hasta el 2 de mayo para mayores de 14 años. A partir de ese momento, el toque de queda pasó a regir durante 17 horas al día para menores de 65 años, y durante 21 horas al día para mayores de 65 años, siguiendo una tabla de horarios publicada por el Gobierno. A partir del 26 de octubre de 2020 y hasta el 8 de mayo de 2021 se mantuvo vigente en España un toque de queda nocturno entre las 23:00 horas y las 6:00 horas, amparado por el estado de alarma aprobado tras la segunda ola de la crisis del COVID-19.

### Guatemala
El Gobierno de la República de Guatemala estableció un toque de queda desde el 22 de marzo de 2020 para contener el contagio del COVID-19 que hasta el 24 de mayo de 2020 a afectado a 3,424 personas. La medida ha tenido varias modificaciones durante el tiempo transcurrido. En un inicio limitó la circulación de 16:00 a 4:00 horas, hasta el 19 de abril, cuando el 20 del mismo mes se amplió el horario iniciando de las 18:00 a 4:00 horas, esta modificación se mantuvo hasta el día 14 de mayo, cuando el Gobierno de Guatemala, tomando en cuenta el aumento de casos de coronavirus en el país, decretó un toque de queda prolongado de 24 horas (colocando así al país, en un histórico confinamiento general) iniciando el día jueves 14 a las 18:00 horas hasta el día lunes 18 de mayo a las 5:00 horas, restringiendo la circulación total de personas y vehículos de dos a cuatro ruedas, únicamente se permitió el abastecimiento en abarroterias y tiendas de barrio cercanas en una franja horaria de 8:00 a 11:00 a. m. movilizándose a pie; incluyó también el cierre de supermercados, mercados cantonales y municipales, bancos, negocios formales e informales. El 18 de mayo el toque de queda se modificó de 17:00 a 5:00 horas de lunes a viernes, y fin de semana se vuelve a repetir el confinamiento total en Guatemala. Se excluyen los vehículos de emergencia y de las fuerzas de seguridad, servicio a domicilio de farmacias y de restaurantes. Duró hasta el 30 de septiembre de 2020, cuando el entonces presidente Alejandro Giammattei decidió ya no renovar el Estado de Calamidad Pública, que duró más de 6 meses.

### Honduras
En Honduras se decretó el toque de queda por 10 días, 12 horas al día para controlar las protestas post-electorales. En 2020 se decretó toque de queda el día lunes 16 de marzo, debido a la propagación de la enfermedad COVID-19, provocada por el virus SARS-CoV-2, con una duración indefinida.

### Perú
Durante el conflicto armado interno, se aplicó el toque de queda, desde las 0:00 hasta las 6:00.
El 15 de marzo de 2020, debido a la pandemia, el presidente Martín Vizcarra anunció la aplicación de un toque de queda, oficialmente «aislamiento social obligatorio», el cual iniciaba a las 22:00 y finalizaba a las 5:00 del día siguiente para reducir las cifras de contagios y muertos en el país. El 8 de abril del mismo año, Vizcarra anunció la modificación del toque de queda, el cual pasó a durar desde las 16:00 hasta las 5:00 del día siguiente para los departamentos de Tumbes, Piura, Lambayeque, Chiclayo, La Libertad y Loreto. En el resto del país, este duraría de 18:00 hasta las 5:00 del día siguiente. Diez días después, el 18 de abril, Vizcarra anunció que el toque de queda ahora finalizaría una hora antes, a las 4:00 en todo el país. El 8 de mayo, el presidente deshizo estos cambios, además de realizar un cambio de nombre oficial al toque de queda debido a que hacía referencia indirectamente al conflicto armado interno peruano.

### Puerto Rico
En Puerto Rico, luego de la devastación del huracán María el 20 de septiembre de 2017, fueron víctimas de saqueos varios supermercados y tiendas. Como respuesta, el Gobierno de la isla declaró un toque de queda desde las 18:00 hasta las 6:00. Originalmente, iba a tener una vigencia de unos días pero, dada la gravedad de la situación, el Gobierno tomó más medidas preventivas y el toque de queda se extendió de forma indefinida.

### República Dominicana
El toque de queda se ha dictado en varias ocasiones. Por ejemplo, el 5 de septiembre de 1979, luego del huracán David, el presidente Antonio Guzmán Fernández ordenó por decreto el toque de queda. Igualmente, el 22 de septiembre de 1998, el entonces presidente Leonel Fernández Reyna decretó toque de queda luego del paso del huracán George. En 20 de marzo de 2020, el presidente Danilo Medina decretó nuevamente el toque de queda como medida preventiva para asegurar el aislamiento social por la pandemia de COVID-19.

### Bolivia
En 1980, durante la dictadura de Luis García Meza se empleo el toque de queda de 21:00 a 6:00. Los ciudadanos que no cumplían con la orden eran trasladados al estadio o directamente disparados por los soldados de las Fuerzas Armadas.[cita requerida] Se recuerda que la telenovela argentina Rosa... de lejos era transmitida a esa hora.[cita requerida] Este toque de queda fue descontinuado por el gobierno de Celso Torrelio. [cita requerida]

## Toque de queda juvenil
Los toques de queda juveniles restringen la presencia de los adolescentes que tienen menos de una determinada edad (generalmente 17-18 años) en lugares públicos durante la noche. Las sanciones por violar estas restricciones van desde una multa, hasta servicio comunitario y restricciones a su licencia de conducir. El objetivo de estas medidas es mantener a los jóvenes en casa durante la noche y la madrugada, para así evitar que cometan algún crimen o sean víctimas de los mismos. Sin embargo, esta política ha sido objeto de numerosas impugnaciones jurídicas, debido a que se pudieran estar vulnerando ciertos derechos constitucionales de los jóvenes.
Una revisión sistemática de 12 estudios realizados en Estados Unidos evaluó la incidencia que tienen los toques de queda juveniles. El estudio encontró que estos no reducen la delincuencia ni la victimización. Estas conclusiones van en línea con otros estudios que demuestran que los toques de queda serían ineficaces ya que la incidencia de la delincuencia juvenil prevalence antes y después del horario escolar. Sin embargo, los estudios incluidos en esta revisión sufren de varias limitaciones y sesgos que hacen difícil sacar conclusiones sólidas. Por ello, es recomendable realizar más investigaciones que repliquen los hallazgos encontrados.

## Toque de queda sanitario
Durante la pandemia de COVID-19, algunas autoridades han decretado un toque de queda nocturno con el fin de reducir la transmisión de la enfermedad. En Francia, por orden del gobierno nacional, el 18 de octubre de 2020 se estableció un toque de queda (entre las 21:00 y las 6:00) en París y en otras ocho ciudades. En España, el Gobierno decretó un estado de alarma el 25 de octubre del 2020 con un toque de queda entre las 23:00 y 6:00.
Aunque la Constitución Nacional Argentina no contempla el toque de queda, sí lo hace con el estado de sitio aplicado a regiones específicas y por períodos definidos. En el caso de la cuarentena debida al COVID-19, por tratarse de un país federal en el que cada provincia tiene independencia para regular el tránsito interno, el Gobierno federal se limitó a establecer lineamientos generales en los que cada provincia aplicó diferentes regímenes de aislamiento y movilidad de sus ciudadanos, incluyendo en algunas ciudades toques de queda sanitarios.